# Eirik Vang Aas
Eirik Vang Aas, né le 13 janvier 2002 à Surnadal, est un coureur cycliste norvégien. Il est membre de l'équipe Coop-Repsol.

## Biographie
Durant sa jeunesse, Eirik Vang Aas joue d'abord au football, avec pour objectif de passer professionnel. Il pratique aussi le ski en hiver. Une blessure sérieuse au genou freine cependant sa progression. Dans le cadre de sa rééducation, il commence à se consacrer au vélo. Il prend finalement sa première licence cycliste en 2019 au Gauldal Sykleklubb, alors qu'il est âgé de dix-sept ans,. En dehors des compétitions, il ne délaisse pas ses études en suivant des cours de sport à la NTNU, dans le domaine de la motricité.
Après avoir obtenu de bons résultats en Norvège, il intègre le CC Étupes en 2023. Il se décrit alors lui-même comme un coureur polyvalent, qui « [se] débrouille en sprint et en montée ». Sa saison est cependant perturbée par diverses chutes. Il parvient néanmoins à décrocher quelques accessits chez les amateurs. Sur le Saint-Brieuc Agglo Tour, il remporte le classement de la montagne. Il finit par ailleurs quatrième du prologue du Tour du Pays de Montbéliard, une épreuve inscrite au calendrier de l'UCI Europe Tour.
En 2024, il reprend une licence dans un club norvégien. Sous les couleurs de l'IL Stjørdals-Blink, il remporte deux courses régionales belges au début du printemps. En mai, il s'adjuge le titre de meilleur grimpeur sur le Tour de Norvège, grâce à des échappées. Il enchaîne avec le Tour de Lituanie, où il se classe troisième de deux étapes. Lors des championnats de Norvège, il se fait remarquer en terminant cinquième de l'épreuve en ligne chez les élites, derrière quatre coureurs de l'équipe Uno-X Pro. Il est aussi vice-champion national espoir et onzième du Tour de Szeklerland. Grâce à ses performances, il est sélectionné en équipe nationale pour participer aux championnats d'Europe et aux championnats du monde, dans la catégorie des espoirs.
En 2025, il rejoint officiellement l'équipe continentale Coop-Repsol, à la suite d'un stage. Il effectue sa reprise au mois de mars sur des compétitions grecques, avec plusieurs places d'honneur à la clé. Le 10 avril, il s'impose en solitaire sur la deuxième étape du Circuit des Ardennes. Il s'agit de sa première victoire acquise sur une course d'envergure internationale.

## Palmarès et résultats

### Par année
- 2019
  - 2e du championnat de Norvège du contre-la-montre par équipes juniors
- 2021
  - 3e étape de l'U6 Cycle Tour
- 2022
  - 5e étape du Tour te Fjells
  - 3e de la Coupe de Norvège
- 2024
  - 2e du championnat de Norvège sur route espoirs
- 2025
  - 2e étape du Circuit des Ardennes international

### Classements mondiaux
| Année           | 2021   | 2022 | 2023 | 2024 |
| --------------- | ------ | ---- | ---- | ---- |
| UCI Europe Tour | 1 250e |      |      | 612e |